# Erik von Frenckell
Erik von Frenckell, född 18 november 1887 i Helsingfors, död 13 september 1977 i Esbo, var en finlandssvensk finansman och politiker. Han var sonson till Frans Vilhelm von Frenckell och bror till Rafael Theodor von Frenckell.
Erik von Frenckell var son till fabriksägaren och gardeslöjtnanten Carl von Frenckell och Fanny Ehrnrooth. Frenckell avlade 1912 ingenjörsexamen vid Tekniska högskolan i Dresden. Han deltog i inbördeskriget under våren 1918 vid striderna i Filpula, Tammerfors och Tavastehus.
Han utsågs 1918 till handelsattaché i Berlin, och senare direktör för Emissions AB och Finlands Bank, från 1931 stadsdirektör i Helsingfors. Frenckell, som tillhörde riksdagen från 1927, anlitades ofta som statsfinansiell expert och blev 1931 bankfullmäktig. Han tillhörde Svenska folkpartiets centralstyrelse 1918–24. Erik von Frenckell var under 37 år aktiv som kommunalpolitiker i Helsingfors. Han var fastighetsdirektör och 1942 utsågs han till drätseldirektör i Helsingfors stad.
Han var också idrottsman: han var medlem av Internationella olympiska kommittén 1948–1976. Han spelade en stor roll i att Helsingfors tilldelades de olympiska spelen 1952, bland annat som pådrivare av byggandet av Helsingfors Olympiastadion. Han var även ordförande för Finlands Bollförbund 1918–1952.
Han var gift med teaterhistorikern Ester-Margaret von Frenckell och far till Vivica Bandler.